# Niklas Lindblad
John Niklas Lindblad, född 12 december 1948, är en svensk radio- och TV-personlighet. Han gjorde värnplikten som meteorolog på Barkarby och började 1970 presentera vädret på Sveriges Radio. Från 1974 fick han fortsätta med reguljära program och var en tid TV-hallåa. Han har också varit med och kommenterat Nobelfesten och Nyårskonserten i Wien i början av 1990-talet. Han är framförallt förknippad som presentatör av klassisk musik och opera i Sveriges Radio P2 och från Berwaldhallen.
År 1988 blev han presschef för Operan, men återvände efter mindre än ett år till SVT. Han tävlade tillsammans med Lotta Gröning i TV-programmet På spåret 1995. År 2010 fick han Sveriges Radios språkpris.